# Khai Bang Rachan (huyện)
Khai Bang Rachan (tiếng Thái: ค่ายบางระจัน) là một huyện (amphoe) của tỉnh Singburi, miền trung Thái Lan.

## Lịch sử
Năm 1966, chính quyền đã cải tổ Khai Bang Rachan. Họ đã thiết lập một huyện mới để kỷ niệm trận đánh tại Bang Rachan. Khu vực này đã được tách ra từ Bang Rachan và thành một tiểu huyện (king amphoe) vào ngày 1 tháng 2 năm 1972, khi đó gồm 5 phó huyện. Đơn vị này đã chính thức thành huyện  năm 1976. Phó huyện thứ 6 Nong Krathum đã được thành lập năm 1980.

## Địa lý
Các huyện giáp ranh (từ phía bắc theo chiều kim đồng hồ) là: Bang Rachan, Mueang Sing Buri và Tha Chang của tỉnh Singburi, Sawaeng Ha của tỉnh Ang Thong, và Doem Bang Nang Buat của tỉnh Suphanburi.

## Hành chính
Huyện này được chia thành 6 phó huyện (tambon), các đơn vị này lại được chia ra thành 59 làng (muban). Pho Sang Kho là một đô thị phó huyện (thesaban tambon) nằm trên một phần của tambon cùng tên. Có 6 Tổ chức hành chính tambon.
| STT. | Tên          | Thai      | Dân số |
| ---- | ------------ | --------- | ------ |
| 1.   | Pho Thale    | โพทะเล    | 4.638  |
| 2.   | Bang Rachan  | บางระจัน   | 7.174  |
| 3.   | Pho Sangkho  | โพสังโฆ    | 6.867  |
| 4.   | Tha Kham     | ท่าข้าม     | 4.526  |
| 5.   | Kho Sai      | คอทราย    | 2.473  |
| 6.   | Nong Krathum | หนองกระทุ่ม | 2.583  |